# ブリトマート駅

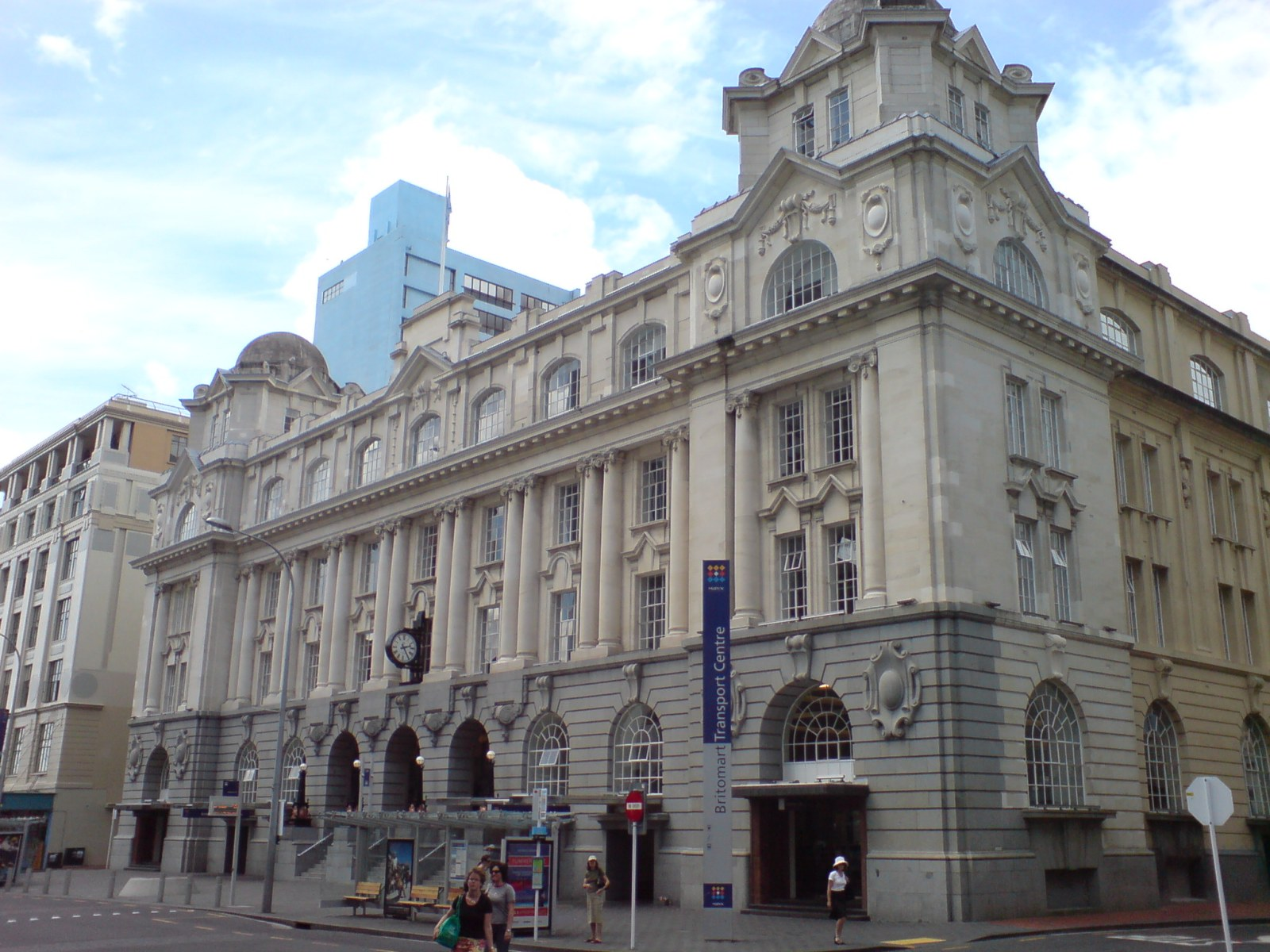
ブリトマート駅舎

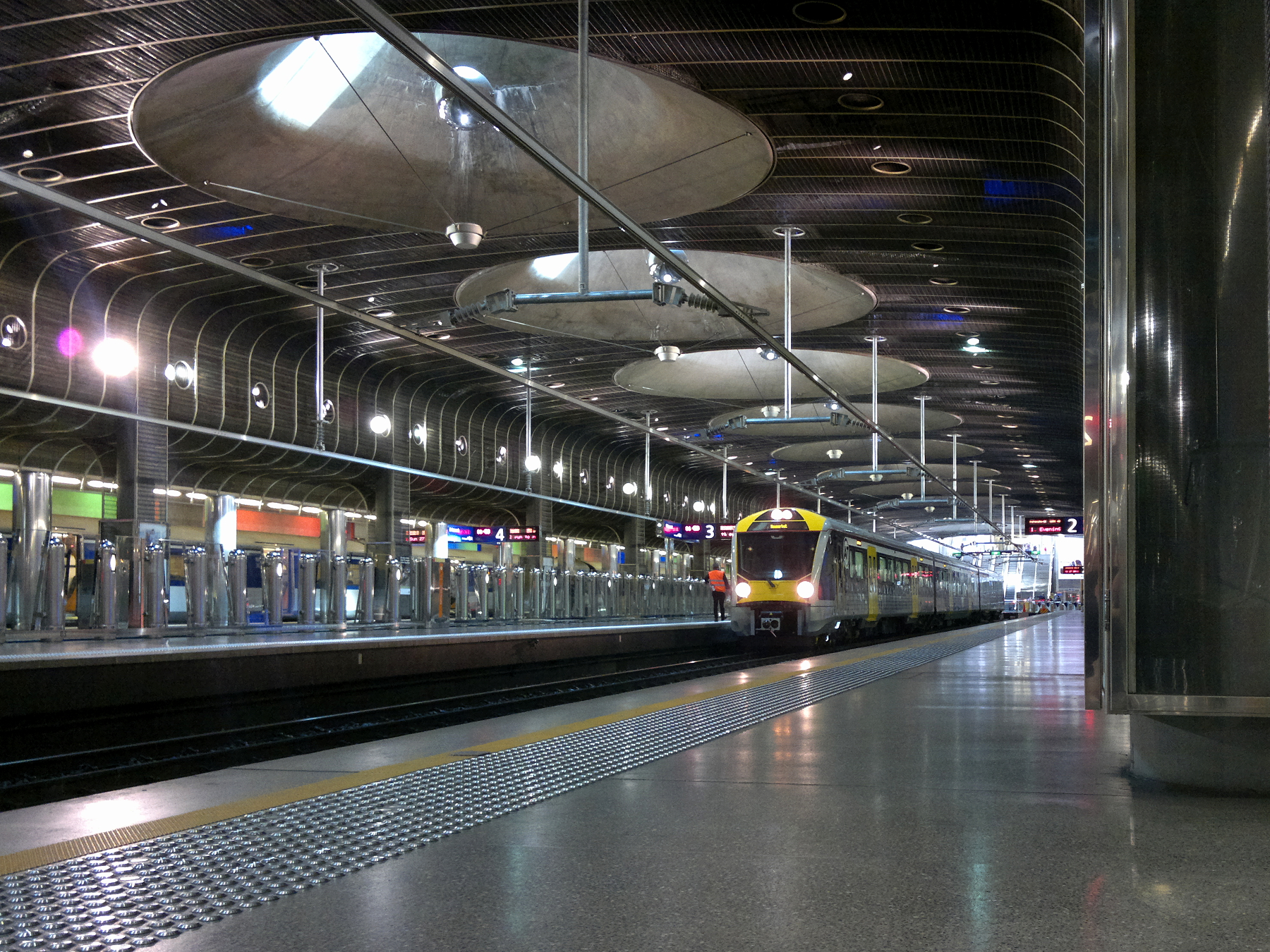
プラットフォーム　2014年

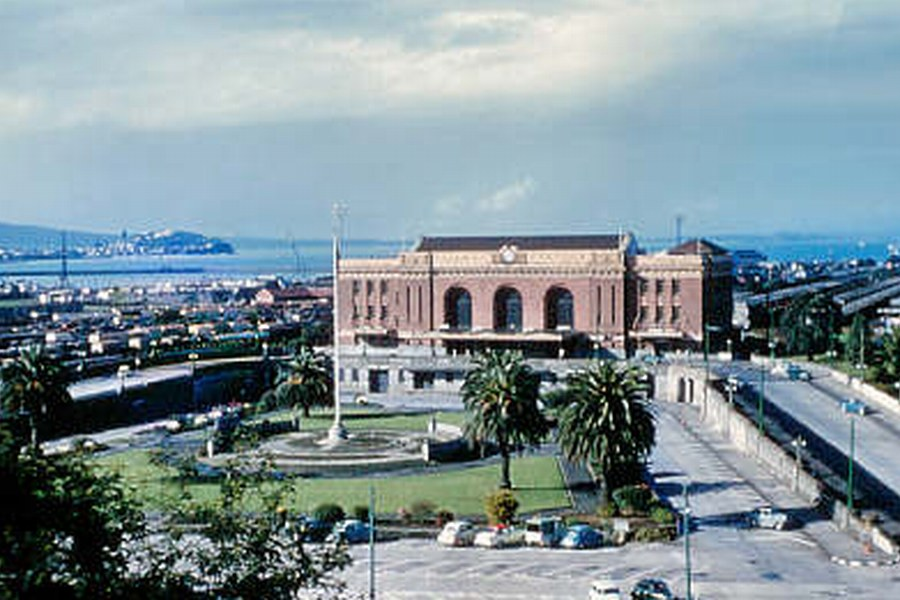
1960年頃のオークランド駅

ブリトマート駅（英: Britomart station）はニュージーランドのオークランドにある鉄道駅である。

## 概要
ブリトマート駅はオークランドの中央駅であり、駅周辺にはバスターミナルやフェリーターミナルがあり全体として「ブリトマート交通センター」と呼ばれている。駅舎は古い郵便局の建物を使用しているため、外からは古い駅に見えるが、2003年開業の比較的新しい駅である。駅舎内には飲食店が多数入居しており、大勢の人で賑わっている。プラットフォームは地下にあり、4本の近郊線の始発駅となっている。古典的な外観とは異なり、内装は奇抜なデザインとなっており、開業時は話題になった。

## 歴史
ブリトマート駅の前身のオークランド駅は1873年に開業した歴史ある駅で、かつては陸上交通の要だった。しかし第二次世界大戦後の自家用車の普及により、鉄道の需要は長い減少期に入り、鉄道事業は赤字となり、列車の本数削減が繰り返された。駅はオークランド市民から忘れて去られた存在となった。1990年代に入るとオークランド当局は公共交通の再生を目指して鉄道施設の近代化計画を策定した。その中核となるのが「ブリトマート交通センター」である。
まず、2003年に街外れの不便な所にあった旧オークランド駅を、1.2km西の中央郵便局裏に移転し、駅名が変更された。その後、2014年に路線を電化し、気動車を全て廃車にして電車に置き換えた。現在、線路を延伸する工事が行われており、オークランドCBDを縦断してマウント・イーデン駅まで繋がる予定である。アルバート通りの地下にトンネルが建設され、タウンホールのあるアオテア広場付近とKロードの交差点付近に駅ができる予定である。ブリトマート駅は現在の頭端式から通過式の駅になり大幅な増発が可能になる。
開業当時は「税金の無駄遣い」と批判されたブリトマート駅だったが、公共交通の利用者は増加傾向となっており、現在では成功例と見られている。駅周辺は再開発が盛んに行われており、街並みが一変している。現在のブリトマート駅は換気装置がなく気動車の乗り入れができないので、Kiwi Railの運行するウェリントン行きの長距離列車「ノーザン・エキスプローラ」は旧オークランド駅のプラットフォームで発着している（週3往復）。駅名は「ストランド駅」に変更されている。旧オークランド駅舎は民間に売却され、現在はサービスアパートメントとして再利用されている。
2023年、駅の正式名称が「ワイテマタ駅」に変更された。ワイテマタはオークランド海岸地域の古名で、マオリ語由来である。

## 隣の駅
オークランド・トランスポート
■イースタン線
ブリトマート駅 - オラケイ駅
■オネフンガ線
ブリトマート駅 - ニューマーケット駅
■サザン線
ブリトマート駅 - パーネル駅
■ウエスタン線
ブリトマート駅 - パーネル駅